# 루이스 엔리케 마르티네스 가르시아
루이스 엔리케 마르티네스 가르시아(스페인어: Luis Enrique Martínez García, 스페인어 발음: [lwis enˈrike maɾˈtineθ ɡaɾˈθia]; 1970년 5월 8일 ~ )는 루이스 엔리케라는 약칭으로도 알려져 있는 스페인의 축구 감독이자 전(前) 축구 선수이다. 현재 프랑스 리그 1의 파리 생제르맹 감독을 맡고 있다.
현역 시절 다양한 포지션에서 뛸 수 있었지만 주로 미드필더, 공격수로 뛰었다.

## 클럽 경력
루이스 엔리케는 1981년 스포르팅 히혼의 유소년 클럽에 들어갔다. 1989년 성인 팀과 계약하였고, 1991년까지 팀에서 뛰었다. 1991년 레알 마드리드 CF에 입단했고, 5년동안 팀에서 뛰었다. 1996년에는 자유 이적으로 라이벌 팀인 FC 바르셀로나에 입단하였고, 3년 동안 주전으로서 맹활약하였다. 그 후 2004년 팀에서 은퇴하였다.

## 국가대표팀 경력
그는 스페인 축구 국가대표팀의 일원으로서 활약하였는데, 62경기에 나와 12골을 넣었다. 그는 1992년 하계 올림픽에서 스페인 축구 국가대표팀에 들어가 활약하며 팀이 우승하는 데 기여하기도 하였다.
그는 UEFA 유로 1996과 1998 FIFA 월드컵에 참가했고 2002 FIFA 월드컵에도 출전했다.

## 지도자 경력
이후 FC 바르셀로나의 유소년 감독으로 있다가 2011년 AS 로마의 감독으로 부임하였다. 그러나 좋은 성적을 거두지 못 하며 한 시즌만에 나왔다.
2013-14 시즌 루이스 엔리케는 셀타 비고의 감독으로 선임되었다. 셀타 비고를 9위로 올려놓으며 괜찮은 평가를 받았다.
2014-15 시즌에 앞서 아르헨티나 축구 국가대표팀 감독으로 선임되어 팀을 떠난 헤라르도 마르티노를 이어 FC 바르셀로나와 2년 계약을 맺으며 새 감독으로 부임했다.
2014-15 시즌 FC 바르셀로나는 트레블을 달성 하며, 스페인 프리메라리가, 스페인 국왕컵, UEFA 챔피언스리그에서 우승 하였다.
2016-17 시즌 루이스 엔리케는 코파 델 레이 우승을 마지막으로 바르셀로나 감독직에서 사임하였다. 후임 감독으로는 에르네스토 발베르데가 선임되었다.
2018년 7월 23일, 스페인 축구 국가대표팀 감독으로 선임됐다. 2019년 6월 19일, 개인 사정으로 사임하였다.
2019년 11월 19일, 스페인 축구 국가대표팀에 복귀하였다. 2022년 FIFA 월드컵 16강 탈락 후 자리에서 물러났다.

### 파리 생제르맹
2023년 7월 6일, 파리 생제르맹 FC는 공식 홈페이지를 통해 엔리케가 크리스토프 갈티에의 뒤를 이어 파리 생제르맹의 감독으로 선임되었다고 발표했다. 엔리케는 2025년까지 클럽을 감독하는 계약을 체결했다.

## 기록

### 선수

#### 바르셀로나
- 라리가 : 1994-95, 1997-98, 1998-99
- 국왕컵 : 1992-93, 1996-97, 1997-98
- 수페르코파 데 에스파냐 : 1993, 1996
- UEFA컵 위너스컵 : 1996-97
- UEFA 슈퍼컵 : 1997

#### 스페인
- 하계 올림픽 금메달 : 1992

### 감독

#### 바르셀로나
- 라리가 : 2014-15, 2015-16
- 국왕컵 : 2014-15, 2015-16, 2016-17
- 수페르코파 데 에스파냐 : 2016
- UEFA 챔피언스리그 : 2014-15
- UEFA 슈퍼컵 : 2015
- FIFA 클럽 월드컵 : 2015

#### 파리 생제르맹
- 리그 1 : 2023-24, 2024-25
- 쿠프 드 프랑스 : 2023-24, 2024-25
- 트로페 데 샹피옹 : 2023, 2024, 2025
- UEFA 챔피언스리그 : 2024-25

### 개인
- ESM 올해의 팀 : 1996-97
- 라리가 신인왕 : 1990-91
- 라리가 올해의 감독 : 2015
- 라리가 이 달의 감독 : 16년 5월
- FIFA 올해의 감독 : 2015
- 월드 사커 올해의 감독 : 2015
- 유럽 올해의 감독 : 2014-15
- 알프 램지 상 : 2015
- FIFA 100 : 2004

## 같이 보기
- 레알 마드리드 CF 선수 명단